# Stradario di Livorno (B-C)
In questo Stradario di Livorno sono compresi i nomi di strade, piazze e luoghi del territorio comunale di Livorno e la loro storia, sia di quelli attuali che di quelli non più esistenti.

## B

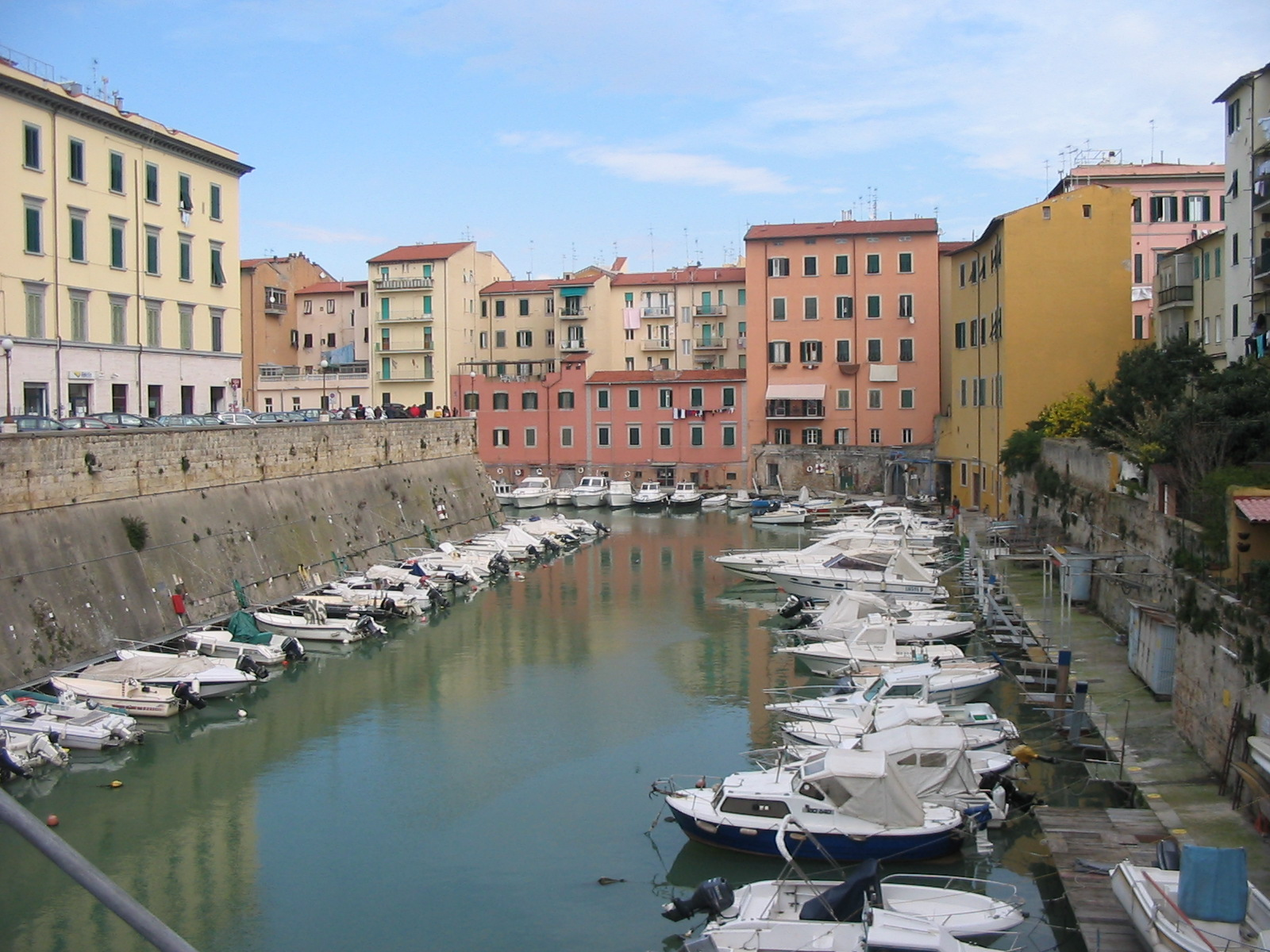
Scali Bettarini

Via Antonio Bacchellipianista (Livorno, 1944 - 1986).
Via Baciocchiprende nome dalla Villa Baciocchi, appartenuta a Elisa Bonaparte, sorella di Napoleone Bonaparte e in seguito sede di un istituto per orfanelle. La villa fu distrutta durante il bombardamento aereo anglo-americano del 28 maggio 1943 che uccise 32 fra bambine e suore dell'istituto. In precedenza si chiamò via dei Platani.
Via Angiolo Badaloniingegnere (Livorno, 1849 - 1920). Diresse la costruzione della Scuola Elementare Antonio Benci (1893), del Mercato Centrale (1894) e dello Stabilimento termale Acque della Salute (1903). La strada ebbe questo nome nel 1938, anno in cui fu realizzata, e fu prolungata nel 1952 e nel 1956 fino al viale Alfieri.
Via dei Bagnettila strada prende nome da uno stabilimento balneare di acqua marina e di acqua dolce (i Bagnetti, in seguito chiamati Bagni Pacinotti, dal nome del proprietario), costruito nel 1808 e chiuso nel 1868. Quando fu costruito, lo stabilimento si affacciava sul mare aperto che invece adesso si trova a circa un chilometro di distanza, a causa delle banchine del Porto Industriale costruite in epoche successive.
Via dei BagniLa strada fu realizzata nel 1838 e le fu assegnato il nome di via San Carlo, poi nel 1900 ebbe il nome attuale. Inizialmente era compresa fra via del Littorale e via Duca Cosimo, successivamente le fu aggiunta la parte che la congiungeva al viale di Antignano.
Via Giuseppe Baldinipittore (Livorno, 1807 - 1876), maestro di Giovanni Fattori. La strada fu così denominata nel 1938.
Via della Bancala strada, che fin da prima del 1784 si chiamò via delle Carceri (o delle Prigioni) e poi via delle Carceri Vecchie, si chiama così da prima del 1846 in relazione alla Banca di Sconto qui istituita nel 1837 al posto della precedente Cassa di Sconto creata nel 1816. La Cassa, prima banca di Livorno, era collegata alle attività di commercio soprattutto del porto e oltre al fondo di garanzia poteva contare sull'ipoteca messa dal granduca su un certo numero di beni demaniali per un valore superiore al capitale iniziale della Cassa. Il nome di via della Banca rimase fino al 1918 quando fu cambiato in via Pola. Le distruzioni della seconda guerra mondiale fecero scomparire la strada e il nome fu radiato nel 1951. Nel 1965 fu costruito il nuovo edificio della Banca d'Italia sul luogo dell'antica Banca di Sconto e l'anno successivo fu riassegnato alla strada il nome di via della Banca. Il nome via delle Carceri derivava dal fatto che sotto il palazzo del Governatore (in corrispondenza dell'attuale Prefettura) si trovava la prigione. In questa strada, che segnava il limite orientale del Bagno dei forzati, si trovavano anche la chiesa delle Purificazione della Madonna, la chiesa dei Catecumeni, un edificio sede della camera di commercio (prima che questa si trasferisse nel Palazzo della Dogana), delle stanze dei pubblici pagamenti e della banca cooperativa popolare livornese e la tipografia di Marco Coltellini dove vennero pubblicate opere come la prima edizione di Dei delitti e delle pene (aprile 1764) e i 32 volumi dell'Enciclopedia Francese (1770-1779). La presenza della chiesa dei Catecumeni fu all'origine di uno dei nomi della strada (via dei Catecumeni): i catecumeni erano coloro che si erano convertiti al cristianesimo (generalmente schiavi moreschi del Bagno penale) ma che non avevano ancora ricevuto il battesimo. Il 10 giugno 1593 il granduca Ferdinando I emanò una legge che proibiva la propaganda cattolica e stabilì che l'età minima dei catecumeni fosse di 13 anni, affinché le conversioni fossero spontanee.
Via Giuseppe Bandigiornalista, patriota e scrittore (Gavorrano, 1834 - Livorno, 1º luglio 1894), partecipò all'impresa dei Mille che narrò nel libro I Mille da Genova a Capua. Fu il fondatore nel 1877 del giornale cittadino Il Telegrafo (che attualmente si chiama Il Tirreno). Ebbe il nome attuale nel 1934, in precedenza faceva parte di via Garibaldi.
Via Fratelli Bandieraha questo nome dal 1934.
Via delle Bandiereebbe questo nome dopo il 1884 in riferimento ad un'osteria dallo stesso nome.
Via di Banditellala Banditella è un territorio di forma rettangolare compreso tra il Rio Ardenza, il Botro Banditella, la via Aurelia e il viale di Antignano. Il nome deriva dal fatto che in tale territorio era bandita la caccia (quando si trovava ancora bene al di fuori dei confini della città). Negli anni ottanta del XX secolo vi è stato costruito un quartiere residenziale. Un tempo era conosciuta anche come via del Lupo.
Via Elia Baquisoculista (1860 - 1941), la strada ebbe questo nome nel 1958.
Via Francesco Baraccaebbe questo nome il 6 febbraio 1934.
Scali delle Barchettela strada ha questo nome da prima del 1784, ma in precedenza si chiamò via dei Castellani perché probabilmente qui risiedevano i castellani della Fortezza Vecchia. Il tratto che collega gli scali a viale Caprera si chiamò via delle Lance (con riferimento ad un tipo di imbarcazione) fin da prima del 1846. Anche la scomparsa via Holt in precedenza si chiamò vicolo delle Barchette.
Via Padre Alessandro Baroniteologo (1810 - 1887). La strada ebbe questo nome nel 1927.
Piazza Ilio Barontinipartigiano e senatore (morto nel 1951).
Piazza della Barriera Garibaldisi chiamò piazza della Barriera Fiorentina fino al 1889 e prende nome dalla barriera doganale qui eretta nel 1837.
Piazza Enrico Bartellonipatriota (Livorno, 8 novembre 1808 - 14 maggio 1849), uno degli animatori della Difesa di Livorno dall'assedio austriaco l'11 maggio 1849. Il piazzale fu realizzato nel 1835 con il nome di piazza della Porta San Marco (quella nuova costruita qui dopo la demolizione della precedente Porta San Marco in piazza dei Legnami). Nel 1889 cambiò nome in piazzale esterno Undici maggio, poi il 4 dicembre 1970 fu chiamata con il nome attuale.
Via Enrico Bartelloniin origine si chiamò via Santa Caterina, poi da prima del 1784 si chiamò via degli Asini, perché qui si legavano gli asini che servivano a portare i prodotti al vicino mercato. Nel 1900 fu chiamata col nome attuale.
Via Cesare Bartolenapittore (Livorno, 1830 - 1903). La strada ebbe questo nome con la delibera del 3 settembre 1938.
Via Giovanni Bartolenapittore (Livorno, 1866 - 1942).
Piazza Cristian Bartoligiovane tifoso del Livorno Calcio, morto in un incidente stradale.
Piazza Giampaolo Bartolommeipatriota (1810 - 1854). La piazza ebbe questo nome il 13 giugno 1899, in precedenza era anonima.
Via Basilicataebbe questo nome nel 1964, l'anno successivo alla sua realizzazione.
Via Bassastrada esistente con questo nome da prima del 1846. Il nome deriva dal fatto che la strada è al di sotto del livello degli scali vicini.
Via della Bassatala Bassata era un terreno compreso tra il Fosso dei Lazzeretti (che all'incirca seguiva le attuali Borgo San Jacopo e via San Jacopo in Acquaviva) e il mare. Questo terreno servì per estrarre materiale da usare nel riempimento dei bastioni del Mulino a Vento (attuale largo Fratelli Rosselli), del Casone (attuale piazza Cavour), di San Cosimo, della Fortezza Nuova e del Forte San Pietro. L'estrazione massiccia causò un notevole abbassamento del terreno, da cui il nome Bassata. La strada fu realizzata prima del 1896 e in precedenza si chiamò via Vecchia del Mulinaccio.
Via della Bastiaprende nome dalla Bastia di Porto Pisano, un fortilizio costruito nel 1421 quando subentrarono ai genovesi nel possesso del territorio. La Bastia era costruita in legno su una base di terra e pietre e si trovava probabilmente nei pressi del Borgo dei Lupi (attuale rione di Santo Stefano ai Lupi, alla periferia nord della città). La strada esisteva già nel 1704 ma nel 1835 fu divisa in due dalle nuove mura cittadine e il nome rimase alla parte interna. Nel 1888 il nome fu esteso anche ad un tratto di strada che correva lungo le mura fino all'attuale piazza Undici Maggio. Qui si trovava anche l'ingresso al Tiro a Segno nazionale, un poligono di tiro lungo circa 400 metri fin quasi all'attuale Piazza della Barriera Garibaldi. Indicazione del 1559: sulla via di Pisa al ponticello della Fonte.
Via del Bastionestrada realizzata nel 1858 dopo la demolizione del vecchio Bastione del Mulino a Vento, al quale si riferisce il nome della strada. Si chiamò anche via del Corno.
Via Bastogila strada ebbe questo nome nel 1948, anno in cui fu realizzata. Il nome si riferisce ad una illustre famiglia livornese, dal senatore Pietro Bastogi (Livorno, 1808 - Firenze, 1899) al figlio Giovacchino (Livorno, 1851 - 1919) autore della autografoteca, al pronipote Ugo editore).
Via Cesare Battistila strada ebbe questo nome nel 1916, in precedenza si chiamò via dello Studio fin dalla sua realizzazione nel 1846. La strada fu realizzata su commissione di Annunziata Bargellini in Poggiali e su un terreno di sua proprietà.
Via Bat Yamcittà portuale israeliana gemellatasi con Livorno nel 1962, anno in cui le fu dedicata questa strada. La strada fino agli anni '80 del XX secolo si interrompeva poco prima dell'intersezione con la Via Ravizza essendovi alcuni antichi edifici rurali e lavatoi pubblici con copiosa acqua sorgiva.
Via Beato Angelicola strada ebbe questo nome nel 1963, anno in cui fu realizzata.
Via Belgiosi trova nel recente quartiere de "La Scopaia".
Largo Bellavistaha questo nome dal 1946, in precedenza si chiamò largo Luigi di Savoia duca degli Abruzzi (dal 1931 al 1946). Con il nome di Bellavista fu chiamato anche il piazzale Alfredo Cappellini (fino al 1927) e piazza Luigi Orlando (fino al 1896).
Piazza Elia Benamozeghla piazza fu creata nel 1866 con le demolizioni dei vecchi edifici e inizialmente si chiamò piazza Nuova. Nel 1930 fu intitolata a Benamozegh ma nel 1939 (con l'avvento delle leggi razziali) fu rinominata piazza XXIII Marzo, data di fondazione del Partito Nazionale Fascista, fino al 5 agosto 1943 quando tornò a chiamarsi piazza Nuova. Infine il 1º aprile 1946 fu ripristinato il nome di piazza Elia Benamozegh. Nel 1964 la piazza fu ampliata alle dimensioni attuali con la demolizione di alcuni vecchi edifici. Su questa piazza si affaccia la Sinagoga della città, ricostruita nel 1960 sulle rovine della precedente, costruita tra il 1591 e il 1603 e distrutta dai bombardamenti aerei durante la seconda guerra mondiale. In questa piazza nel 1919 ci fu la prima sede del Fascio di Livorno.
Via Bengasila strada ebbe questo nome il 5 luglio 1930, anno in cui fu realizzata.
Via Benvenuto Benvenutipittore (Livorno, 1881 - 1959). La strada ebbe questo nome nel 1970, anno in cui fu realizzata.
Via Bernardinala strada ha questo nome dal 1846 e fu allungata nel 1893 quando fu costruita la scuola Benci nella vecchia piazza Carlo Poerio. Nel 1960 un tratto della via Bernardina fu intitolato a Augusto Novelli.
Via Carlo Bernheimerpaleografo ebraico.
Scali Luigi Bettariniarchitetto (Portoferraio, 1790 - 1850). Nel 1844 realizzò la grande copertura a volta del Fosso Reale (denominata Voltone) che costituisce l'attuale Piazza della Repubblica. Durante i lavori per la costruzione della piazza, il tratto di fosso tra le attuali piazze Cavour e Garibaldi fu chiuso e prosciugato con le pompe a vapore situate nell'attuale via dei Mulini; un ponte di legno fu gettato tra questi scali e l'attuale piazza XX Settembre, fino al 1865 quando fu demolito. Fece parte degli scali San Cosimo e in seguito degli scali Saffi; nel 1927 ebbe il nome attuale.
Via Natale Bettipittore (Livorno, 1826 - 1888), introdusse per primo la fotografia in città. La strada ebbe questo nome il 3 settembre 1938.
Via Bezzeccala strada ebbe questo nome nel 1962.
Via Silvio Bicchipittore (Livorno, 1874 - 1948). La strada fu realizzata poco prima del 1958 e così chiamata nel 1960 perché Bicchi abitò nelle vicinanze.
Via Feliks Bikonackipartigiano polacco imprigionato in Italia, liberato dopo l'8 settembre 1943 e caduto il 18 luglio 1944 combattendo contro i nazisti a Castellaccio, sulle colline livornesi. La strada ebbe questo nome il 9 marzo 1961.
Via Carlo Binipatriota e scrittore (1806 - 1842). La strada fu realizzata tra i campi coltivati poco dopo il 1865, comprendendo anche via Corcos fino al 1873.
Via Nino BixioBixio per un certo periodo soggiornò a Montenero, frazione di Livorno. La strada ebbe questo nome nel 1934.
Viale Giovanni Boccaccioin origine si chiamò strada Suburbana e poi via di Circonvallazione. Nel 1927 fu chiamata via Fabbricotti e nel 1950 ebbe il nome attuale.
Boccalelocalità costiera a sud della città nei pressi del cimitero di Antignano, dove si trova una torre costruita prima del 1595 per la sorveglianza e la difesa costiera contro i corsari barbareschi. Nella seconda metà del XIX secolo la torre fu incorporata in una villa. Il nome deriva dalla bocca del fosso sottostante che fu adattata a piccola cala per l'ancoraggio di alcune imbarcazioni della guarnigione della torre. La località si chiama anche Maroccone (o Marroccone o Marrocone) fin dal 1600.
Via Luigi Boccheriniha questo nome dal 1970, anno in cui fu realizzata.
Via Ermenegildo Boisscultore (Livorno, 1863 - 1933). La strada fu realizzata nel 1957 ed ebbe questo nome nel 1960.
Via Bonainidedicata allo storico Francesco Bonaini (1806 - 1874). Dal 1836 al 1874 si chiamò via della Pietà, in riferimento all'adiacente chiesa di Santa Maria del Soccorso.
Via Diomede Bonamicibibliofilo e medico (1823 - 1912), direttore del lazzaretto dei malati di colera nel 1853. La strada ebbe questo nome il 3 novembre 1934, anno in cui fu realizzata. Qui sorgono due importanti ville razionaliste: Villa Dello Strologo e Villa Tavani.
Via Arnaldo Bonaventuramusicologo (1862 - 1952).
Viale Giovan Cosimo Bonomomedico e naturalista (1665 - 1696). La strada ebbe questo nome nel 1941, in precedenza fece parte di via di Coteto.
Via Borrala strada ebbe questo nome prima del 1736, in onore del marchese Marco Alessandro Del Borro che fu governatore di Livorno dal 1678 alla sua morte nel 1701. La strada si chiamò anche via Del Borro e via dell'Isolotto Primo e dal 1629 al 1676 qui fu la porta dei Navicelli, in prossimità del Ponte di Marmo. Qui si trovano importanti edifici come il Palazzo delle Colonne di marmo, il Palazzo Huigens e la sede del Palazzo del Monte di pietà.
Piazza Odoardo Borranipittore (Pisa, 1834 - Firenze, 1905).
Via Bernardetto Borromeimedico e primo gonfaloniere della città (19 marzo 1606). La strada ebbe questo nome il 2 maggio 1911, in precedenza fece parte di via del Platano.
Via Giosuè Borsiscrittore e combattente (1888 - 1915), caduto durante la prima guerra mondiale. La strada ebbe questo nome nel 1927, in precedenza si chiamava via del Papanti (da prima del 1846) e poi via delle Ville.
Via del Boscoha questo nome dal 1860 e si riferisce al bosco dei frati Cappuccini, donato loro dal granduca Ferdinando I de' Medici nel 1587 e aperto al pubblico per molti anni. Prima del 1846 l'attuale via Cecconi si chiamò via dietro il Bosco.
Via Luigi Bosiarchitetto (Firenze, 1809 - Livorno, 1890). La strada ebbe questo nome il 3 ottobre 1927, in precedenza fece parte di via Cosimo Del Fante.
Via Sandro Botticellisi trova nel quartiere "Stella" presso lo Stadio Comunale.
Via Bottini dell'olioprende nome dal deposito dell'olio contenuto in piccole cisterne quadrangolari, costruito da Cosimo III de' Medici nel 1705. La strada fiancheggia il deposito e inizialmente si chiamò Scali del Luogo Pio, poi dal 1784 circa Scali dei Bottini dell'olio perché correva lungo il canale antistante il deposito. Nel 1898 il fosso fu interrato e la strada assunse il nome attuale. Fu anche il nome del primo tratto degli scali del Luogo Pio (quello verso il forte San Pietro), il secondo (quello verso la chiesa di Crocetta) si chiamò Scali della Casa Pia.
Via Roberto Braccogiornalista e poeta (1862 - 1943). La strada ebbe questo nome nel 1962, centenario della nascita.
Via Brigata Garibaldila strada ebbe questo nome nel 1949, anno in cui fu realizzata, e allungata nel 1962.
Piazza Benedetto Brindal 1903 al 1948 si chiamò con questo nome anche l'attuale piazza Giuseppe Emanuele Modigliani.
Via Benedetto Brinsi chiama così dal 22 luglio 1889 in onore del promotore dell'Accademia Navale.
Via Giordano Brunola strada ha questo nome dal 1949, anno in cui fu realizzata. Il nome di Giordano Bruno fu dato anche all'attuale via della Madonna dal 1901 al 1925 e all'attuale piazza dei Domenicani dal 1888 al 1938.
Buffonetoponimo attestato a Montenero fin dal 1626, riferito ai terreni di proprietà del commerciante Antonio Buffone, dove venne edificata una villa con lo stesso nome e che inizialmente appartenne ai Medici. Si trova sul lato mare di via di Montenero, nei pressi di Piazza delle Carrozze.
Via Buiala strada esiste con questo nome da prima del 1784 e si chiama così perché era priva di illuminazione; in precedenza si chiamò via Dietro il Palazzo dei Franceschi.
Via Filippo Buonarrotipatriota (Pisa, 1761 - Parigi, 1837). La strada ebbe questo nome nel 1953, anno in cui fu realizzata.
Via Buontalentila strada ha questo nome dal 1866, in precedenza si chiamò via San Cosimo. Il nome ricorda l'architetto Bernardo Buontalenti che nella seconda metà del XVI secolo diresse i lavori di ampliamento del porto, delle mura e delle fortificazioni di Livorno. Il tratto fra via della Misericordia e via Del Fante si chiamò via dello Sdrucciolo, sdrucciolo San Cosimo e sdrucciolo del Forte San Cosimo perché qui esisteva una rampa che dava accesso al Bastione San Cosimo.
Via Bruno Buozzisindacalista e deputato (1883 - 1944), ucciso a Roma dai tedeschi durante la seconda guerra mondiale.
Via Ferruccio Busonimusicista (1866 - 1924). La strada ebbe questo nome nel 1960.
Via Luciano Bussottiè il nome assunto negli ultimi anni dal tratto est di via Luzzatti.
Via Giorgio ByronByron soggiornò a Montenero nella Villa Dupouy nell'estate 1822 dove si incontrò con Shelley fino alla morte di questi in mare. All'epoca la villa apparteneva al commerciante inglese Francesco Germy che la lasciò per testamento il 4 giugno 1781 alla nazione inglese di Livorno. Il 13 agosto 1784 fu venduta al commerciante livornese G. N. Bertolli. La strada ebbe questo nome nel 1900, in precedenza si chiamò via Terrazzini e prima ancora via traversa delle Case Nuove.

## C

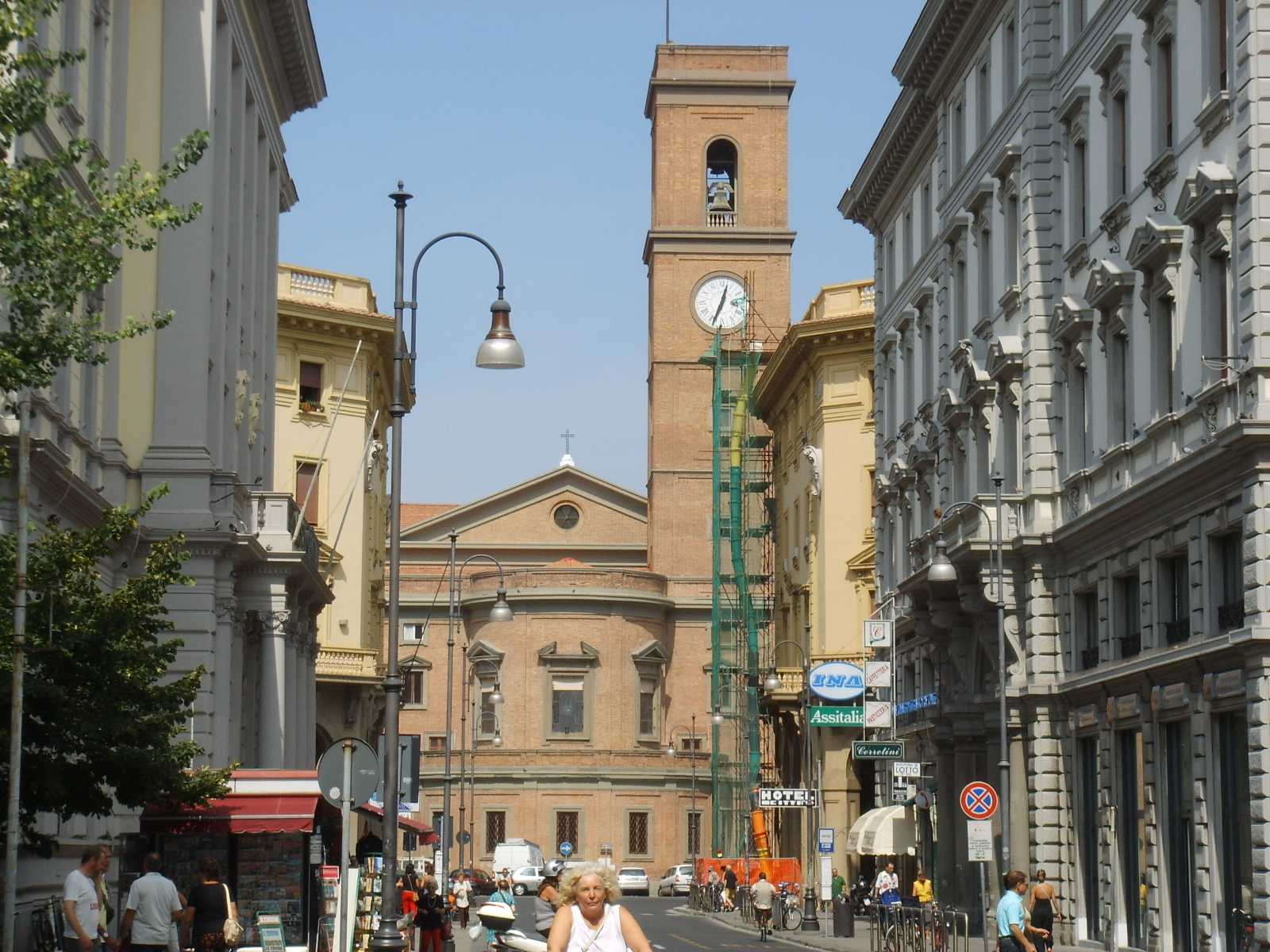
Via Cairoli

Via Vincenzo Cabiancapittore (Verona, 1827 - Roma, 1902).
Via Luigi Cadornala strada fu realizzata nel 1858 con la rettifica del tracciato del Fosso Reale e fece parte dell'attuale via Tre Novembre fino al 29 dicembre 1928, quando ebbe il nome attuale.
Via Caduti del Lavorola strada fu realizzata nel 1963 ed ebbe questo nome nel 1964.
Via Caduti di Marzabottoebbe questo nome nel 1966, in ricordo della strage di Marzabotto ad opera dei nazisti.
Via Caduti Forze di Polizia
Via Caduti nei Lager Nazisti
Via Cairoliil nome ricorda i fratelli Cairoli (tra cui Benedetto) che combatterono nelle guerre risorgimentali. Da prima del 1784 si chiamò via delle Quattro cantonate ("quattro cantonate degli ebrei" era il nome che indicava il punto d'incontro fra via di Franco, via del Tempio e via Cairoli, zona abitata quasi esclusivamente da famiglie di religione ebraica), poi via del Casone fino al 1889 dal nome della caserma che fino al 1828 chiudeva in fondo la strada; quello stesso anno la strada fu prolungata fino al fosso e il 5 dicembre 1828 qui fu eretta la Porta Leopolda, che però venne demolita dopo soli tre anni. Il casone fu costruito nel 1628, situato fra le vecchie vie Serristori e Reale, e demolito in parte nel 1828 e in parte nel 1940. Dal grande portone centrale si accedeva ad una rampa che saliva sul retrostante Bastione del Casone.
Via Calabriaha questo nome dal 1963, anno in cui fu realizzata.
Darsena Calafati
Via Calafatiprima del 1871 si chiamò Piazza di Porta Murata poi con lo scavo del Bacino di Carenaggio si restrinse e la strada venne resa a fondo cieco nel 1888. Il vecchio nome faceva riferimento alla porta del Forte di San Bernardo (costruito nel 1605 e in seguito detto Forte di Porta Murata) dalla quale un tempo si usciva dalla città. La porta era detta "murata" perché fu chiusa nel 1645 quando fu aperta la Porta dei Cappuccini, che costituì il nuovo punto d'accesso per la città dal lato meridionale.
Calafuria (località)tratto di costa a sud della città, dove sorge la cinquecentesca torre omonima.
Via Calatafimiebbe questo nome nel 1962.
Calambronetoponimo di origini antichissime (Cala Labronis), che si richiama ad una supposta esistenza di un tempio dedicato ad Ercole Labrone; indica la zona costiera a nord della città e identifica anche la limitrofa località di Calambrone, nel comune di Pisa.
Via Calzabigidedicata al poeta Ranieri Calzabigi (Livorno, 1714 - 1795) la strada fu realizzata nel 1857. Fino al 1938 arrivava a via di Coteto, poi fu estesa alla lunghezza attuale.
Via Giuseppe Cambinimusicista (Livorno, 1764 - 1832). La strada ha questo nome dal 1949.
Via Leonardo Cambiniscrittore e combattente della prima guerra mondiale (1882 - 1918). Dapprima fece parte di via del Papanti (da prima del 1846), poi di via delle Ville. Nel 1918 le fu assegnato il nome di via Vittorio Emanuele Orlando e il 21 febbraio 1927 ebbe il nome attuale.
Via della Campanail nome deriva da quello di un'osteria, prima del 1847 si chiamò invece via dei Carrai. Un'osteria della Campana è esistita anche in via Dietro il Bagno fin dal 1784.
Via Fabio Campanamusicista (Livorno, 1814 - Londra, 1882). La strada ebbe questo nome nel 1958, anno in cui fu realizzata.
Via Campaniatracciata nel quartiere Coteto intorno al 1964.
Via Numa Campimedico (Modigliana, 1858 - Livorno, 1923) e deputato. Fece parte di via di Montenero, quale antico viale di una villa, poi nel 1954 ebbe il nome attuale.
Via Carlo Antonio Campionimusicista (Livorno, 1720 - 1788). La strada ebbe questo nome nel 1960, anno in cui fu realizzata.
Campo al Lupo (località)la zona si trova tra Montenero e Antignano presso l'istituto religioso femminile.
Via di Campo al Lupo
Via Campo di Martedal nome del campo di osservazione, ove si tenevano le esercitazioni militari, nei pressi della stazione Centrale.
Scali delle Cantinefin da prima del 1828 fino al 1972 si chiamò via del Fosso Reale di San Marco. Prende nome dalle cantine che si affacciano sul fosso, costruite nel 1846. Al termine della strada in corrispondenza del Pontino iniziava la via Erbosa che comprendeva le attuali via Solferino e via Mastacchi. Il tratto compreso fra via Pellettier e il Fosso dei Navicelli fece parte, insieme agli scali del Pontino, di via dei Vecchi Spalti, detta anche "via del Pontino dell'antico cimitero degli Ebrei".
Via Guido Cantinicommediografo (1882 - 1945) Ebbe questo nome nel 1958 perché qui abitò Cantini. In precedenza una parte di essa era senza nome mentre l'altra parte si chiamò piazzetta Leoni, in riferimento alla casa dei Tre Leoni, così chiamata per le statue ornamentali.
Via Russardo Capocchideputato socialista (1884 - 1930). La strada ebbe questo nome nel 1960.
Via della Cappellinaesiste da prima del 1828 e prende nome da una piccola cappella costruita nel 1804 e demolita nel 1843 quando fu costruita la vicina chiesa di San Giuseppe. Il tratto fra via San Luigi e via Santo Stefano si chiamò inizialmente via Galletti, dal nome della famiglia che qui possedeva immobili. A questa famiglia apparteneva il pittore Filippo Maria Galletti (1636 - 1714). Il tratto fra via Santo Stefano e via Adriana si chiamò via Gualandi, dal nome di una famiglia feudataria di Colognole (frazione di Collesalvetti) alla quale appartenne Opizio Gualandi podestà di Livorno nel 1371. Quando la strada fu estesa a via Solferino, tutta la strada ebbe il nome attuale.
Bacino Cappellini
Piazzale Alfredo Cappellinicapitano di fregata (1828 - 1866) distintosi alla battaglia di Lissa. Si chiamò piazza Bellavista fino al 1927. In precedenza il nome di Cappellini era stato assegnato all'attuale piazza Giovine Italia (dal 1866 al 1927).
Piazzale Leonetto Cappiellopittore cartellonista (Livorno, 1875 - Cannes, 1942). La piazza ebbe questo nome nel 1958.
Via Gino Capponisi chiama così dal 1960.
Borgo Cappucciniesiste da prima del 1694 e si chiamò inizialmente Strada maestra dei Cappuccini, poi dal 1781 via di Montenero. Prende nome dal convento dei frati cappuccini costruito nel 1582 mentre l'annessa chiesa fu costruita nel 1606, ampliata nel 1738 e danneggiata durante la seconda guerra mondiale.
Via della Capraiadal 1927 al 1943 si chiamò via Armando Casalini, deputato fascista (1883 - 1924), ucciso per vendicare il delitto Matteotti.
Viale Caprerasi formò nel 1898 con l'interramento del fosso che qui scorreva fino al ponte di Santa Trinità.
Via Federico Caprilliebbe questo nome nel 1958, anno in cui fu realizzata.
Piazza Giorgio Caproniè stata inaugurata il 14 febbraio 2009 restaurando un piccolo slargo alberato posto tra via Cantini, gli Scali degli Olandesi e via Maggi.
Via dei Carabinierifino al 1954 si chiamò piazza dei Carabinieri. Il nome si riferisce al fatto che i carabinieri presidiavano il Casone, una grande caserma che attraversava la via Cairoli in corrispondenza degli attuali edifici del Credito Italiano e del Banco di Napoli. La parte del Banco di Napoli fu demolita nel 1828, quella del Credito Italiano sopravvisse fino al 1940. Prima dei carabinieri, il Casone era presidiato dall'antico corpo dei Lanzi, le guardie personali dei granduchi. In precedenza si chiamò via del Falcone e per un periodo fu unita a via dei Lanzi col nome di via delle Due rampe, perché alle due estremità della strada si trovava una rampa che saliva al Bastione del Casone.
Via del Cardinaleesiste da prima del 1784 ma era limitata al tratto fra via degli Asini e l'attuale via di Franco, poi con la demolizione delle mura fu allungata fino al Fosso Reale e qui fu costruita l'Arena Labronica. Il nome in realtà non si riferisce alla carica sacerdotale perché da prima del 1784 fino al 1846 si chiamò sempre via Cardinale (da "cardine").
Viale Carduccidetta in origine strada o via dei Condotti, seguiva il percorso delle condutture sotterranee dell'acquedotto costruito nel 1606 e proveniente dalla località di Limone. Fino a circa il 1826 la strada dei Condotti percorreva le attuali via Sant'Andrea, viale Carducci, via dell'Olmo, via Tripoli e l'attuale via dei Condotti vecchi (dietro la ferrovia). L'attuale viale fu realizzato dopo il 1826 con la costruzione dell'Acquedotto di Colognole e prese nome di strada dei Condotti nuovi fino all'attuale piazza Dante (compresa anche via De Larderel) e viale degli Acquedotti fino alla via delle Sorgenti. La strada venne divisa dalle nuove mura nel 1835 all'altezza degli attuali viali Nievo e Alfieri, dove fu aperta la Porta Vittorio Emanuele (demolita nel 1912). Nel 1902 il tratto dalla piazza del Cisternone alla barriera Vittorio Emanuele fu chiamato viale Emilio Zola fino al 1927, quando ebbe il nome attuale, mentre il tratto fra la barriera Vittorio Emanuele e piazza Dante si chiamò per breve tempo via Gaetano Poggiali dal 2 maggio 1911.
Via Francesco Caregascienziato e patriota (Livorno, 1831 - 1905). La strada ebbe questo nome nel 1931.
Via delle Carmelitane
Via Carraiala strada esiste da prima del 1392 e non ha mai cambiato nome. Si ipotizza che nel Medioevo da qui partissero le antiche strade di Salviano e Pisana. Qui si trova la chiesa di San Giovanni.
Calata Carrara
Piazza delle Carrozzesi trova a Montenero. La piazza è nota con questo nome fin da prima del 1840 ma le fu assegnato ufficialmente con delibera del 21 aprile 1954. Sotto la piazza, ampliata nel 1935, scorre un torrente detto Botro delle Carrozze e anticamente Botro della Fonte vecchia. Nel 1906 fu costruita la stazione di partenza della funicolare che porta al Santuario di Montenero e dal 1907 al 1937 c'è stato il capolinea della tranvia Antignano-Montenero.
Via Carrozzierila strada esiste da prima del 1828 con il nome di via Ginesi, insieme all'attuale via Giuliana, dal nome della famiglia che possedeva i terreni sui quali fu realizzata la strada. Poi nel 1872 ebbe il nome attuale, derivato dalle fabbriche di carrozze qui presenti.
Via delle Case Rosseil nome "case rosse" esisteva come nome di località fin da prima del 1685 e indicava un gruppo di case situate lungo l'attuale via San Jacopo e appartenenti alla famiglia Pavoli (un Giorgio Pavoli è stato gonfaloniere nel 1631). Già da prima del 1781 il nome era passato a indicare l'attuale via dei Pensieri, all'epoca nota come "via dei Pensieri e delle Case Rosse", e poi verso il 1846 indicò l'attuale via delle Case Rosse.
Via del Casinola strada ha questo nome dal 1870 e i riferisce al vicino Casino del Teatro San Marco; il teatro fu costruito nel 1806 e, gravemente danneggiato dai bombardamenti della seconda guerra mondiale, fu distrutto nel dopoguerra.
Viale Cassa di Risparmiola strada ebbe questo nome nel 1927, anno in cui fu realizzata. Il nome si riferisce alla banca cittadina istituita nel 1836 che finanziò la costruzione di parte degli immobili residenziali della zona. Inizialmente terminava a via di Coteto, poi nel 1941 fu estesa fino a via Ferrigni.
Via Dario Cassutogiureconsulto e senatore (1850 - 1920). La strada ha questo nome dal 1949, in precedenza faceva parte di via Reale (nome probabilmente derivato dalla presenza dell'Albergo Reale, che si trovava all'angolo fra via San Francesco e via Piave). Il nome di Cassuto era già stato assegnato nel 1929 all'attuale via Chiarini che in precedenza faceva parte anch'essa di via Reale, ma nel 1939 tale nome fu radiato a causa delle leggi razziali che bandirono dalla toponomastica cittadina tutti i nomi di origine ebraica.
Via del Castellaccioè la strada che porta alla località del Castellaccio situata sulle Colline livornesi alta 312 metri s.l.m. che prende nome dalle rovine di un castello costruito nel 1284 come vedetta militare (il cosiddetto Castello delle Formiche). La piccola torre oggi visibile è stata costruita nel 1901 in stile neo-medioevale ed è annessa ad una villa appartenuta anche a Rosolino Orlando (Villa Gower).
Via Castellila strada ha questo nome fin da prima del 1846 e si riferisce alla famiglia proprietaria di immobili nella zona. Il tratto compreso fra via del Gazometro e via delle Travi si chiamò scali dei Mattoni fra il 1846 e il 1911. Qui sorge anche il Palazzo Stub, risalente ai primi decenni dell'Ottocento.
Via Giovanni Castelli della Vincaavvocato (1849 - 1927, ricoprì importanti cariche pubbliche. La strada ha questo nome dal 1970.
Via del Castelloha questo nome da prima del 1828.
Piazza del Castelloil nome si riferisce al Castello di Antignano (detto anche Forte di Antignano), di cui la piazza costituisce l'antico cortile, costruito nel 1567 da Filippo di Raffaello Guerrazzi su ordine di Cosimo I per la difesa costiera dai corsari barbareschi.
Strada del Castello
Via Alfredo Catalanila strada ricevette questo nome il 21 luglio 1957, anno in cui fu costruita.
Via Carlo Catanzarodeputato (1864 - 1939). La strada ebbe questo nome nel 1960.
Via delle Caterattela strada ha questo nome perché correva lungo il Fosso delle Cateratte (così detto a causa delle chiuse che presentava) ma prima del 1846 arrivava fino al confine con il comune di Collesalvetti, prima dell'ampliamento a nord del territorio comunale labronico.
Via Carlo Cattaneoebbe questo nome nel 1962. Congiunge il quartiere de La Rosa con il viale Nazario Sauro.
Via dei Cavalierila strada ha questo nome da prima del 1727 e si riferisce alla sede dei Cavalieri di Santo Stefano, istituiti da Cosimo I il 30 maggio 1561 per combattere i corsari barbareschi. L'ordine fu soppresso dai francesi il 24 marzo 1799 e ricostituito il 22 dicembre 1817. Il tratto scomparso che fino al 1940 andava da via del Giglio a Piazza Grande si chiamò da prima del 1660 via dell'Olio in riferimento ai grandi magazzini di olio qui esistenti. Il tratto compreso fra via della Misericordia e via Santa Fortunata si chiamò dal 1660 via dei Pagliacci, con riferimento ai pagliericci dei dormitori pubblici. Alle due entrate di via dei Pagliacci via era un "cavalcastrada", cioè un archetto con sopra un corridoio coperto, che facevano parte dell'edificio dello Spedale della Misericordia. Questo tratto di strada fu chiuso nel 1854.
Via Cavallettiin origine faceva parte della vecchia via dei Cavalleggeri (il primo tratto dell'attuale viale Italia), poi verso il 1770 cambiò il nome in quello attuale in riferimento alla famiglia proprietaria di immobili nella strada.
Piazza Felice Cavallottidal 1604 al 1898 si chiamò piazza delle Erbe. Nel XVII secolo era conosciuta anche come piazza della Comunità perché qui si riunì qualche volta il Consiglio della Comunità nella spezieria di Giuseppe Grassi. Indicazioni: 2 gennaio 1662, coadunati in piazza dell'Herba di Santa Giulia alle hore 19 e 30 decembre 1703, coadunati in piazza dell'Erbe nella Bottega di spezieria del Grassi.
Via delle Caveprende nome dalla cave qui esistite fra il 1829 e il 1837 per estrarre la pietra che serviva alla costruzione delle mura.
Piazza Cavoursi chiamò piazza del Casone fino al 1862, poi piazza San Leopoldo fino al 1871 quando fu ampliata e fu posta al centro della piazza la grande statua di Cavour opera dell'architetto Arturo Conti e dello scultore Vincenzo Cerri che dette così il nuovo nome alla piazza. Il vecchio nome invece derivava dalla porta del Casone o Lepolda, costruita nel 1828 e demolita pochi anni dopo.
Via Cecconidedicata a Carlo Cecconi, gonfaloniere nel 1865. La strada ebbe questo nome il 20 maggio 1865, in origine si chiamò via di Montenero e via vecchia di Montenero, poi dal 1838 via del Bosco e via Dietro il Bosco dei Cappuccini.
Via Adriano Cecionipittore e scultore (Livorno, 1836 - 1896). Ebbe questo nome nel 1960, anno in cui fu realizzata.
Via del Cedroebbe questo nome dopo il 1846, in riferimento ad un impianto di lavorazione dei cedri.
Via Benvenuto Cellinisi chiama così dal 1964. Si trova nel quartiere Stella, presso lo Stadio comunale.
Scali Cerereebbe questo nome nel 1872 in riferimento alla presenza di grandi magazzini di cereali.
Via Cerro
Via Fratelli Cervifu realizzata nel 1958 con la costruzione del campo sportivo Mastacchi ed ebbe questo nome nel 1960.
Via Diacinto Cestoniebbe questo nome il 3 ottobre 1927. Cestoni aveva una spezieria sotto il portico di piazza Colonnella dove effettuava anche le sue ricerche.
Via Luigi Cherubiniha questo nome dal 1958, anno in cui fu realizzata.
Via Gabriello Chiabreraha questo nome dal 1970.
Via Giuseppe Chiariniscrittore (1833 - 1908). In precedenza fece parte di via Reale (nome probabilmente derivato dalla presenza dell'Albergo Reale, che si trovava all'angolo fra via San Francesco e via Piave) poi nel 1929 si chiamò via Dario Cassuto e nel 1939 ebbe il nome attuale. Il primo tratto, dalla parte di via Piave, si chiamò via del Pozzetto da prima del 1784, dalla presenza di un pozzo.
Via Chiellinirealizzata prima del 1846 sui terreni appartenenti alla famiglia Chiellini, alla quale appunto si riferisce il nome della strada. Anche l'attuale via della Vecchia casina si chiamò in precedenza via Chiellini.
Via della Chiesa di Salvianoè la breve strada che dalla via di Salviano conduce alla chiesa omonima. La chiesa, dedicata a San Martino, fu costruita per la prima volta nel 1277 ma di essa rimane solo l'abside inglobata nella chiesa attuale costruita nel 1781. La strada ha ricevuto questo nome solo negli anni sessanta del XX secolo.
Piazza Damiano Chiesafu realizzata nel 1845 per farvi svolgere il mercato del bestiame e in origine si chiamò piazza della Porta di San Leopoldo (o piazza della Porta Leopolda), dal nome della porta che fu qui costruita nel 1838. Poi il 20 agosto 1859 fu cambiato in piazza della Porta alle Colline e infine il 1º febbraio 1930 (anno in cui la porta fu demolita) ebbe il nome attuale. Popolarmente è ancora chiamata "piazza di Colline".
Via Oberdan Chiesapartigiano morto il 29 gennaio 1944. Dal 1927 la strada si chiamò via Tito Torelli (presidente della Cassa di Risparmio di Livorno dal 1907 al 1915) e nel 1945 ebbe il nome attuale.
Via Enrico Cialdinida prima del 1828 si chiamò via della Porta ai Cappuccini (dal nome della porta che fu costruita qui nel 1645), poi via Colonnella e dal 1872 via del Ponte Nuovo. Nel 1896 la strada ebbe il nome attuale.
Via Giotto Ciardi
Via del Ciliegioha questo nome da prima del 1840.
Via Cimabueposta nel quartiere Stella presso lo Stadio comunale.
Via Domenico Cimarosaebbe questo nome nel 1970, anno in cui fu realizzata.
Via Delfino Cinelliscrittore (Signa, 1889 - Siena, 1942). La strada ebbe questo nome nel 1972.
Via della Cinta Esternafaceva parte della vecchia via di Circonvallazione costituita con la delibera del 22 luglio 1889. La via di Circonvallazione correva sul lato esterno del perimetro delle Mura Leopoldine del 1835 e andava dalla diga rettilinea fino alla Barriera Margherita; corrispondeva agli attuali viali Nazario Sauro, Boccaccio, Petrarca, Vittorio Alfieri e Ippolito Nievo, oltre a via della Cinta esterna.
Via dei Cipressi
Via Riccardo Ciprianicapitano di fregata (1867 - 1915). La strada ebbe questo nome nel 1934, quando fu realizzata per la costruzione dello stadio. Fu tracciata sull'antico viale d'ingresso della scomparsa villa Basilica.
Via della Cisternala strada ha questo nome da prima del 1867.
Largo del Cisterninovenne a crearsi con la realizzazione della piazza della Repubblica intorno alla metà del XIX secolo. Prende nome dall'edificio costruito da Pasquale Poccianti nel 1829 in stile neoclassico e adibito a deposito d'acqua. Dal 1951 l'edificio fu sede della Casa della Cultura dove si tenevano mostre e convegni. Con la ricostruzione degli edifici circostanti, nel 1952, fu realizzato un largo sul fronte settentrionale del Cisternino, che venne così chiamato nel 1958. In seguito, nel 1960, tale denominazione si estese anche all'area compresa tra piazza della Repubblica e via Grande. Si chiamò anche piazzetta della Posta perché qui si trovava il palazzo della Posta, costruito nel 1848 e distrutto dai bombardamenti aerei della seconda guerra mondiale. Qui, nel 1925 qui venne posta la statua di Giovanni Fattori, poi trasferita nel dopoguerra presso il parco di Villa Fabbricotti ed infine ricollocata nella sua posizione originaria nell'agosto del 2008.
Piazza del Cisternonesi chiama così da prima del 1846 e prende nome dall'edificio costruito da Pasquale Poccianti nel 1829 e inaugurato nel 1842. Anche il Cisternone, come il Cisternino di città, è in stile neoclassico e serve da deposito d'acqua (ancora funzionante).
Viale Città del Vaticanonel quartiere la Scopaia
Via Guelfo Civininigiornalista, scrittore, poeta (Livorno, 1873 - Roma, 1954). La strada ebbe questo nome nel 1967.
Via Luigi CocchellaAvvocato livornese, ex amministratore dell'ospedale di Livorno e dell'Amministrazione provinciale (Livorno, 1876 – 1965. Nuova strada parallela a via degli Etruschi.
Via Mario Cocchipittore (1898 - 1957). La strada ha questo nome dal 1970.
Via Pietro Coccoluto Ferrigniscrittore (1836 - 1895). La strada ha questo nome dal 1927.
Via Giuseppe Coenginecologo (1862 - 1943). La strada ebbe questo nome il 4 dicembre 1967.
Via Claudio Cogoranoarchitetto (Parma - Livorno, 19 giugno 1618), collaborò con Bernardo Buontalenti nella costruzione della città nuova (il cosiddetto Pentagono del Buontalenti) e del molo mediceo. La strada nacque nel 1952 con la costruzione del Palazzo Grande che tagliò in due la vecchia Piazza Grande e dal 1954 al 1958 si chiamò via Antonio Labriola, per assumere nel 1958 la denominazione attuale.
Via del Collegioebbe questo nome dopo il 1846 e si riferisce al collegio dei Barnabiti che doveva essere costruito nell'attuale piazza della Vittoria sul lato destro della chiesa del Soccorso, ma che poi non fu più realizzato.
Via Pietro Collettala strada ha questo nome dal 1958. Colletta fu membro dell'Accademia Labronica.
Collinaia (località)il toponimo è attestato fin dal 1421 come Collinaie. Indicazione del 1421: una possessione del Pascho o pastura di Montenero e Salviano: uno capo in Rio Maggiore in Rondinaia et Perticaia e Chioma e mare, altro lato luogo detto Collinaie.
Via di Collinaiaha questo nome dal 1867. La strada dall'omonimo borgo si innesta sulla via del Littorale presso la chiesa dell'Apparizione.
Colline (località)il rione di Colline prende nome dalla vecchia Porta alle Colline, esistente nell'attuale piazza Damiano Chiesa fino al 1930.
Via delle Collineha questo nome dal 1964, anno in cui fu realizzata.
Via di Collinetil nome si riferisce ad una famiglia di origine francese che abitò in questa strada dal 1857 circa al 1940. Da prima del 1864 si chiamò via Morazzana, dal nome della villa che si trovava qui già nel 1765. Qui si trovano numerose ville.
Viale Cristoforo Colombostrada di Quercianella che da via del Littorale conduce al mare; ebbe questo nome il 3 ottobre 1927, in precedenza era senza nome.
Piazza Colonnellain origine piazza di Porta Colonnella, ha questo nome da prima del 1606 in riferimento alla prima compagnia del reggimento di guardia alla porta detta anch'essa Colonnella. Tale compagnia era detta "colonnella" perché comandata dal colonnello del reggimento. La Porta Colonnella fu costruita negli anni tra il 1576 e il 1590 e fu demolita nel 1838. Sotto il portico adiacente a questa porta si trovò intorno al 1600 la spezieria del naturalista Diacinto Cestoni. Nel 1964 furono posate nella piazza le copie di due fontane in bronzo dette "dei tritoni" realizzate nel 1634 da Pietro Tacca e che si trovano in piazza della Santissima Annunziata a Firenze. Anche l'attuale via Cialdini si chiamò via Colonnella.
Via Marco Coltelliniha questo nome dal 1953, anno in cui fu realizzata.
Via delle Commedieha questo nome da prima del 1660 con riferimento al teatro delle Commedie costruito nel 1658 e sede dell'Accademia dei Dubbiosi, un sodalizio di intellettuali cittadini. Ancora nel 1952 la strada si estendeva da via San Sebastiano a via Remota ma con la demolizione di alcuni edifici nel 1958 la strada fu resa diritta e allungata nell'estensione attuale. All'angolo fra via delle Commedie e l'attuale largo Fratelli Rosselli si trovava fino al 1952 il Bastione del Mulino a vento.
Via delle Conceha questo nome da prima del 1846 in riferimento alle conce appartenenti alla famiglia Terreni.
Via dei Condotti Vecchiconduce alla macchia di Limone e coincide in parte con la vecchia via dei Condotti, ovvero con la strada che fiancheggiava l'antico acquedotto mediceo di Livorno.
Via del Consiglioattualmente è un vicolo a fondo cieco all'interno del Palazzo del Municipio con entrata dagli scali Finocchietti, ma in origine sboccava anche nell'attuale piazza del Municipio. Prima del 1784 si chiamò via Dietro il Consiglio poi nel 1927 fu chiusa e il nome fu radiato per essere infine ripristinato solo in anni recenti. Il nome della strada fa riferimento al General Consiglio (istituzione paragonabile all'attuale consiglio comunale) che dal 1700 si riunì al piano terra del palazzo. Questo consiglio era costituito da 22 membri e precisamente un gonfaloniere (il cui voto valeva doppio), due priori nobili, due priori cittadini, tre priori possidenti e 14 consiglieri; i priori erano chiamati Anziani.
Via Arturo Contiarchitetto (1823 - 1900). La strada ebbe questo nome nel 1927.
Viale Ugo Contipresidente della Cassa di Risparmi di Livorno (1827 - 1907). La strada ebbe questo nome il 3 ottobre 1927.
Via delle Corallaiezona industriale Picchianti
Via del Coralloil nome fu assegnato a questa strada nel 1946 con riferimento alla lavorazione del corallo che a partire dal 1565 si diffuse notevolmente a Livorno. Anche l'attuale via Emilio Zola si chiamò via del Corallo, da prima del 1816 al 1927, così come l'attuale via dell'Oriolino prima del 1846 (ma in questo caso il nome si riferiva al torrente Corallo, affluente del Riseccoli).
Via Antonio Corazziarchitetto (Livorno, 1792 - 1877), costruttore di edifici pubblici a Varsavia
Via Vittorio Corcospittore (Livorno, 4 ottobre 1859 - Firenze, 1933). La strada fu realizzata nel 1867 e fece parte prima di via Carlo Bini e poi di corso Mazzini. Nel 1949 ebbe il nome attuale.
Via dei Cordaizona industriale Picchianti.
Corea (rione)il quartiere si è formato negli anni cinquanta all'estrema periferia nord per dare un tetto alle famiglie sfollate dagli edifici distrutti del centro cittadino. Il nome è di origine popolare a indicare una località lontana dal centro della città (era l'epoca della guerra di Corea).
Via della Coroncinaprende nome da un'osteria che un tempo era posta all'angolo fra questa strada e via Buontalenti e che a sua volta prendeva nome dalla precedente locanda della Corona, esistente fin dal 1594. Di fronte all'osteria si trovava la posta dei calessi. Il tratto della strada vicino a piazza Cavallotti si chiamò via del Monte fin da prima del 1784. Il tratto fra via del Giglio e via Santa Fortunata si chiamò via del Monte perché qui si trovava il primo banco dei prestiti di Livorno, istituito nel 1559.
Via Filippo Corridigià parte della vecchia via di Popogna, ebbe il nome attuale nel 1953.
Via Filippo Corridonisi chiama così dal 3 ottobre 1937, in precedenza era senza nome.
Via Tommaso Corsiavvocato (Livorno 1814 - Firenze 1891), cfr. . Il 3 ottobre 1927 fu chiamata via Gustavo Uzielli in ricordo del geologo (1839 - 1911), ma il 29 luglio 1939 ebbe il nome attuale. La strada ha questo nome dal 29 luglio 1939.
Via Corsicasi chiama così dal 1928. La Corsica dista da Livorno 118 miglia marine e nelle giornate particolarmente terse dalla marina sono visibili i monti di Capo Corso.
Scali del Corsoin origine fece parte degli Scali Finocchietti mentre via del Corso si chiamava il tratto dell'attuale via della Madonna da piazza del Municipio a piazza dei Domenicani. Poi nel 1870 fu esteso anche a questo tratto il nome di via della Madonna e la denominazione fu assegnata agli scali di fronte. Il nome fa riferimento al palio delle barchette che si svolgeva in questo tratto del Fosso Reale (il "corso" del palio). Al numero civico 5, vi ha sede la celebre rivista satirica Il Vernacoliere.
Via delle Corti
Via Maggiore Luigi Cortimaggiore dell'esercito ucciso in un agguato al confine fra Albania e Grecia, insieme al generale Tellini. In origine si chiamò via dei Greci perché conduceva al borgo dei Greci, un gruppo di case nell'attuale rione San Jacopo abitate da marinai greci fin dal 1597. Ebbe il nome attuale il 19 settembre 1923.
Via Pietro Cossadrammaturgo (Roma, 1830 - Livorno, 1881). La strada ha questo nome dal 1896.
Via Nicola Costellaparlamentare (1844 - 1907), sindaco di Livorno varie volte tra il 1886 e il 1898. La strada ebbe questo nome nel 1964.
Coteto (quartiere)Il toponimo è attestato fin dal 1407 e sta per "codeto" ad indicare un luogo umido dove vi erano vaste estensioni della pianta nota come coda di cavallo. A Coteto si trovava la casa padronale del capitano Gaetano Ricci, frequentata fra il 1818 e il 1822 dal poeta Shelley in visita a suoi connazionali.
Via di Cotetoin origine fu una via vicinale comprendente le attuali via dell'Origine, via Bonomo e via di Coteto e si chiamava così perché conduceva alla fattoria (poi villa) di Coteto. Fra il 1780 e il 1784 il tratto compreso tra corso Amedeo e la biforcazione via De' Tivoli-via Bonomo ebbe il nome attuale di via dell'Origine. Delle due strade originatesi dalla biforcazione, una conduceva al Rio Maggiore e l'altra si innestava sulla via di Montenero. Per un certo periodo fu una strada a fondo cieco, riaperta con l'abbattimento delle mura, richiusa nel 1920 e infine riaperta. Nel 1941 fu dato il nome attuale di via Bonomo al tratto compreso tra via dell'Origine e via Ferrigni mentre il tratto fra via Ferrigni e via Calzabigi fu assegnato a via Cassa di Risparmi. Adesso mantiene il nome solo il breve e stretto tratto tra via Cassa dei Risparmi e e il viale Petrarca.
Via Crimeain origine faceva parte di via del Cimitero inglese, che comprendeva il primo tratto dell'attuale via San Carlo, l'attuale via Crimea e piazza Santi Pietro e Paolo.
Via Francesco Crispifece parte di via delle Mura insieme a via Sansoni, in seguito alla rettifica del tracciato del Fosso Reale nel 1858, poi nel 1927 ebbe il nome attuale. Le mura a cui si riferiva il vecchio nome sono quelle costruite a partire dal 28 marzo 1577 che proteggevano la nuova città medicea (il cosiddetto Pentagono del Buontalenti).
Via del Crocinosi chiama così dal 1867 circa. Il Crocino è una località a circa un chilometro a est di Salviano.
Via Vincenzo Cuocoha questo nome dal 1962.
Via Eugenio Curielpartigiano (Trieste, 1912 - Milano, 1945). La strada ebbe questo nome il 26 gennaio 1960.
Via Curtatone e Montanarada prima del 1872 si chiamò via Montanara poi nel 1951 fu aggiunto il vecchio nome dell'attuale via Lilla.